# Золль
Золль (от нем. Soll) — небольшая, преимущественно округлая блюдцеобразная впадина-ванна, заполненная водой («мокрые» золли) или торфом. Иногда имеют на своём дне и склонах только делювии мощностью до нескольких метров («сухие» золли). Обычно имеют глубину в несколько метров при диаметре до нескольких десятков метров. Встречаются в окраинных частях покровных слоёв плейстоценового оледенения Европы.
Их происхождение связано с термокарстом — процессами неравномерного проседания почв и подстилающих горных пород вследствие вытаивания подземного льда; а также просадки земной поверхности, образующиеся при протаивании льдистых мёрзлых пород и вытаивании подземного льда.
Наибольшей известностью из золлей Саадъярвского друмлинового поля характеризуется золль Синналлика в Лайузе. Располагается она на вершинной части Лайузеского друмлина в 500 метрах юго-восточнее шоссе Йыгева —Муствеэ. Данная золль слегка продолговатой с севера-северо-запада на юг-юго-восток формы. Дно заполнено низинным болотом, в центральной части имеется небольшой участок переходного болота со сфагновыми кочками. В центральной части болота также находится ключ Синиалликас. Севернее и южнее этого золля цепью располагаются множественные более мелкие «мокрые» и «сухие» золли.